# Carlo Bontemps
Carlo Bontemps de Montreuil (Massa, 9 giugno 1843 – Roma, 21 ottobre 1918) è stato un militare e patriota italiano.

## Biografia

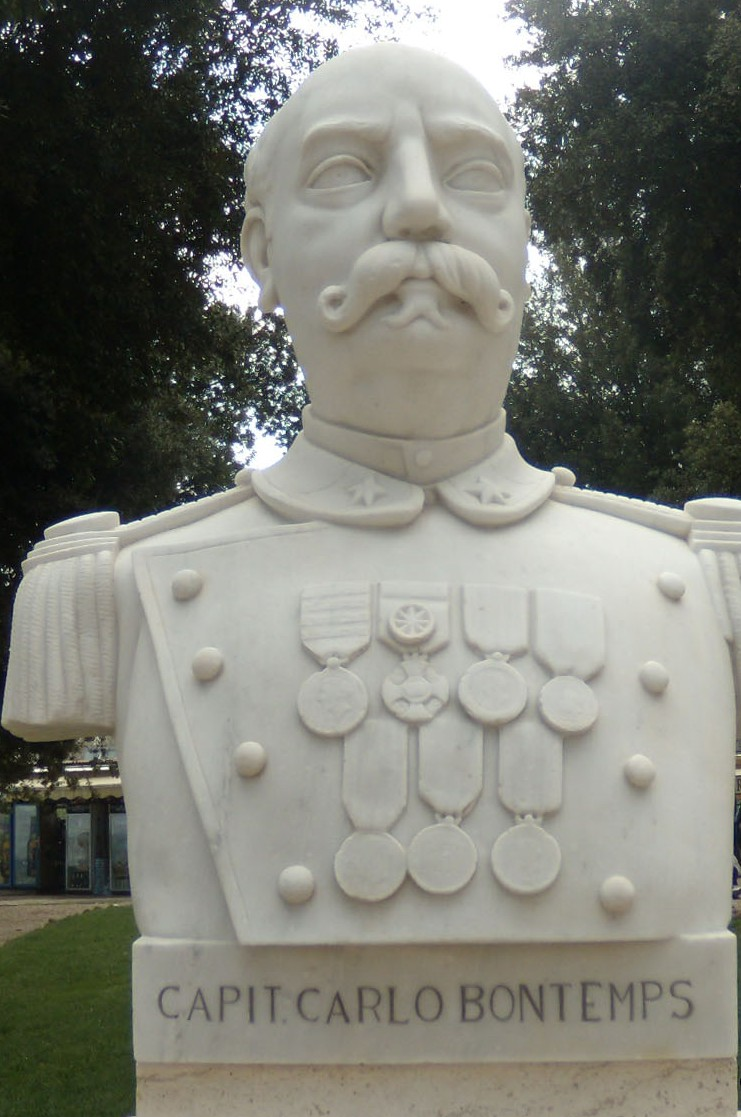
Busto del Cap. Carlo Bontemps sul Gianicolo

Discendente dell'anitca famiglia aristocratica lorenese dei Conti de Montreuil che nella metà del XVIII sec. si trasferì a Firenze al seguito del nuovo Granduca di Toscana Francesco Stefano di Lorena e, poco dopo, a Massa. Tra gli altri membri illustri coevi di Carlo figurano architetti e pittori come il celebre paesaggista Pietro Bontemps con il figlio Francesco e Oreste Bontemps.
Lo stesso Carlo era stato avviato allo studio della scultura, che abbandonò dopo le prime esperienze militari di volontario nelle file garibaldine per proseguire la sua carriera nell'esercito del Regno d'Italia prima e funzionario del Ministero della Guerra poi.
Aveva solamente sedici anni quando il 16 giugno 1859, fuggendo di casa senza il consenso del padre, si arruolò come volontario nella formazione dei Cacciatori della Magra per partecipare con l'Esercito Sardo alla II guerra d'Indipendenza, in seguito alla quale fu decorato, fra le altre, della Medaille Française de la Campagne d'Italie, concessa dall'Imperatore Napoleone III. Nonostante il valore ed i riconoscimenti tributatigli, per i suoi ideali liberali venne diseredato dal padre dei beni della famiglia.
Appena congedato dall'Esercito Sardo, partì immediatamente per la Sicilia con la spedizione Rossini per unirsi come Ufficiale alla spedizione dei Mille. In quella occasione, nella notte tra il 13 ed il 14 agosto 1860, fu tra i volontari che parteciparono al tentativo di impadronirsi del vascello "Il Monarca", vanto della marina borbonica, nel porto di Castellammare di Stabia.
Successivamente, come ufficiale del I Reggimento volontari italiani dei Cacciatori delle Alpi del Generale Garibaldi,  partecipò alla III guerra d'Indipendenza (1866). Nel 1867 fu ancora una volta con i Garibaldi nello sfortunato tentativo di conquistare Roma. Nella cruenta battaglia di Mentana, combattuta con estremo e riconosciutogli valore, si meritò la Medaglia dei Benemeriti della Liberazione di Roma. Dopo tante battaglie a sostegno della causa nazionale, integrato nel Regio Esercito, passò nel genio militare e svolse attività di funzionario nel Ministero della Guerra. Benché tornato alla vita civile, i rapporti con il Generale Garibaldi proseguirono costanti, tanto che questi fu padrino di Battesimo di uno dei suoi figli.
Spirito illuminato, costituì associazioni di veterani e reduci e contribuì alla creazione delle prime società di mutuo soccorso tra i cavatori del marmo della sua città natale.
Presso l'Archivio di Stato di Massa è stato depositato, su iniziativa dei discendenti, un fondo Carlo Bontemps.
Il Comune di Roma, dopo la morte, gli ha tributato l'alto riconoscimento di avere eretto al Gianicolo, assieme con gli altri eroi risorgimentali, un'erma marmorea che lo ritrae decorato delle numerose medaglie guadagnate.
Sempre nel quartiere Gianicolense della Capitale, la cui toponomastica è dedicata ai più significativi personaggi del Risorgimento, il Comune ha intestato una via al suo nome.
Il Comune di Massa infine, sua città natale, lo ha citato, assieme con altri, in una targa celebrativa del 150º anniversario dell'Unità d'Italia.